# Сойотська мова
Сойо́тська мова (власна назва: сойит тил) — одна з тюркських мов Південного Сибіру, споріднена з тувинською та тофаларською мовами.
У XVI—XVII ст. цією мовою говорили окинські сойоти, що живуть переважно в Окинському районі Республіки Бурятія (Росія). Протягом XVIII—XX ст. мова була практично повністю втрачена, її носії перейшли на бурятську мову. Останнім часом здійснюються заходи щодо відродження сойотської мови.

## Генетична класифікація
Сойотська мова належить до тайгової підгрупи саянської (уйгуро-тукюйської за класифікацією Миколи Баскакова) групи тюркських мов. До цієї підгрупи належать також тофаларська, цаатанська, уйгуро-урянхайська (хубсугульсько-урянхайська) та тоджинський діалект тувинської мови.
Носіїв тайгового ареалу, за винятком хубсугульських урянхайців Монголії, об'єднує не лише мова, а й спільний тип мисливсько-оленярського господарства, який дозволив їм добре пристосуватись до кочового життя в умовах гірської тайги.

## З історії дослідження мови
Сойотська мова досліджена досить слабко.
Професор Іркутського університету Б. Е. Петрі, за завданням Східно-Сибірського відділення Комітету Півночі, проводив у 1926 році спеціальну етнографічну експедицію з вивчення господарства, побуту і культури сойотів. Пишучи про їхню мову, він зазначав, що її ще пам'ятають старі люди і що вона є надзвичайно близькою до урянхайсько-сойотської. Тут слід зазначити, що до 20-х років XX ст. в Росії сойотами, сойонами, урянхайцями називали тувинців, не відділяючи їх від цаатанів та тофаларів.
Жодних лінгвістичних досліджень на той час не було зроблено, а сойотська мова поступово згасала.
Особливо інтенсивною асиміляція сойотів бурятами стала після того, як у 1930-і роки радянська влада перевела цей кочовий народ на осілість, а 1963 року ліквідувала оленярство як нерентабельну галузь господарства. Сойотська мова була майже забутою й майже повністю вийшла з практичного використання. Специфічні особливості сойотської лексики населення зберігало лише у тваринницькій термінології та у деяких термінах, що стосуються матеріальної культури. Декілька літніх людей знали сойотську мову в 1970-х роках, іноді цю мову можна було почути ще й на початку 1990-х років.
У 70-х роках XX ст. сойотську мову досліджував радянський і російський лінгвіст Валентин Іванович Рассадін (нар. 1939). Унікальний лінгвістичний матеріал, зібраний за спеціальною програмою серед літніх сойотів, що народилися ще до 1917 року, був опублікований автором у 2012 році. Це короткий нарис граматики сойотської мови з доданими до нього текстами сойотських казок з перекладом, а також сойотсько-бурятсько-російський словник.

## Фонетика
Сойотська мова має 30 голосних фонем. Серед них 4 голосних твердого ряду (а, о, у, ы) і 6 голосних м'якого ряду (э, ə, ө, ү, и, i); всі вони бувають короткими чистими, короткими фарингалізованими та довгими чистими. Зміна фонеми змінює й значення слова.
У плані консонантизму сойотська мова нараховує 24 приголосних.
Фарингалізація голосного змінює характер приголосної, що йде за нею. Наприклад, після чистих коротких і довгих голосних п змінюється на б або в, а ш — на ҷ, після фарингалізованих голосних п змінюється на ф, h або лишається п, а ш — на hь або лишається ш.

## Морфологія
Морфологічна структура сойотського слова має загальнотюркських характер. Слово складається з кореневої морфеми, словоутворюючого, формоутворюючого й словозмінного афіксів, що приєднуються до кореня саме в такій послідовності. Нові слова можуть утворюватись як афіксальним, так і неафіксальним способами.
Склад класів слів і частин мови є таким самим, як і в інших тюркських мовах. Існує клас повнозначних слів з групами називних і вказівних слів, класи службових, модальних, афектних і зображувальних слів.
Іменники мають категорії числа, належності, відмінка, визначеності/невизначеності. Категорія граматичного роду відсутня. Дієслово має категорії виду, стану і способу. В рамках останнього відбувається відмінювання дієслова за особою.

## Синтаксис
За типом своєї граматичної будови сойотська належить до аглютанативно-аналітичних мов.
Синтаксичний лад зберіг давньотюркський тип. Сойотська мова практично не має сполучників, а замість підрядних речень використовуються дієприслівникові та дієприкметникові конструкції.

## Лексика
Базова сойотська лексика є загальнотюркською. Спостерігається помітна кількість архаїчних словоформ, що походять від давньої уйгурської мови. Мова містить багато запозичень із монгольських мов, є й свіжі запозичення з російської.
Ще в XIII ст. саянські тюрки потрапили під владу монголів. З того часу вони живуть поруч із монгольськими народами й зазнали відчутного впливу з боку останніх. Зокрема в сойотській мові присутній помітний шар запозичень із середньовічної монгольської мови. Поряд із ним виділяється лексика із сучасної монгольської (переважно з її дархатського діалекту) та бурятської мов. Частину монгольських запозичень не можна пов'язати з конкретною мовою. Всього в сойотській мові виявлено близько 1000 слів монгольського походження. Вони глибоко вкорінилися серед сойотської лексики, не утворюючи певної лексико-семантичної групи. Це переважно іменники та дієслова, але є й прикметники та прислівники, а також окремі слова з інших частин мови.
Монгольські запозичення зазнали певної трансформації в сойотській мові відповідно до її типу гармонії голосних звуків.
Сойотська мова не має ні діалектів, ні говірок; існують лише відмінності у вимові деяких слів представниками різних родів.
Приклади сойотських слів: қарақ «очі», қараған «багно, рододендрон», hем «річка», hам «шаман», чараҷаң «соболь», ҷер «земля», қап «мішок», баъш «голова», аас «рот», от «вогонь», оът «трава», ыът «собака», ыыт «голос, звук», эш «друг», ээш «ведмедиця», ыш «дим».

## Сойотська писемність
2001 року, на прохання Уряду Республіки Бурятія, адміністрації Окинського району та Асоціації сойотського народу, лінгвістом Валентином Рассадіним була розроблена писемність та правила орфографії для сойотської мови. Базою для розробки стали матеріали, зібрані ним у 1970-і роки.
При створенні сойотської писемності за основу було взято писемність спорідненої з нею тофаларської мови. Сойотський алфавіт, як і абетки інших тюркських народів колишнього СРСР, заснований на кирилиці. Для позначення специфічних сойотських фонем застосовані літери з діакритикою. Так до 19 російських приголосних (б, п, в, ф, т, д, с, з, ш, ж, ч, л, р, й, к, х, г, ц, ш) додані ще 5 приголосних, взятих з абеток інших народів Росії (қ, ғ, ң, ҷ, h). Довгі голосні в сойотській мові позначаються подвійною літерою, а фарингалізація — літерою ъ після відповідної голосної.

## Сучасний стан
Рух за національно-культурне відродження сойотів, що розпочався на початку 1990-х років, охопив і мовне питання. Сойотська мова, яка вважалася такою, що повністю вимерла, була визнана національною мовою сойотів. Уряд Республіки Бурятія ухвалив рішення про початок вивчення сойотської мови за програмою навчання в початкових класах сойотської школи з 2005 року. У січні-травні 2005 року спеціально для цього підготували вчителя. Сойотська мова викладається у спеціалізованій школі-інтернаті села Сорок. 2009 року був виданий сойотський буквар, підготовлений також підручник для 5-7 класів «Матеріальна і культурна спадщина окинців» (рос. «Материальное и духовное наследие окинцев»).
Статус і громадські функції сойотської мови поки ще не визначені. Вона ще не стала мовою спілкування сойотів. Гостро відчувається нестача шкільних підручників і вчителів. Успіх відродження мови залежатиме від волі й бажання самих сойотів, а також від рівня державної підтримки цього процесу.